# Floreşti (condado)
Floreşti é um condado (ou distrito) da Moldávia. Sua capital é a cidade de Floreşti.